# Schytts
Schytts är ett dansband från Göteborg som bildades under andra halvan av 1962. Bandet hette från början Public Killers, men bytte namn till Schytts redan året därpå. Bandet tog sitt namn efter trummisen Yngve Schytt. 1963 började bandet spela ute i folkparkerna. Sitt stora genombrott fick man 1973 med låten "Aj, aj, aj (det bultar och det bankar)". Bandets sångare hette vid den tiden Christer "Tarzan" Oxenryd.
1964 medverkade bandet i musiktävlingen "Twistbandstävlingen" i radio, där de gick till semifinal. 1965 medverkade de i TV-programmet "Drop-In" och 1966 i "Popsan" från Göteborg. 1967 gav bandet ut sin första inspelning på bolaget Platina, singeln "Hong Kong Blues"/"Make Me Belong to You".  1967 ställde bandet även upp i Folkparkernas artistforum, där de fick bra kritik. Där deltog även bandet Jackpots, där Bo-Erik Linnell då spelade. Bo-Erik Linnell blev 1980 basist i Schytts.
1968 deltog Schytts i TV-programmet "Diggartime", där de både framförde egna låtar och kompade Björn Skifs som då gjorde solodebut. 1971 kom bandet i kontakt med Bert Karlsson, och 1973 blev bandet berömt i Sverige då man fick en hit på Svensktoppen med låten "Aj, aj, aj". Under 1970-talet var bandet först med svenskspråkiga versioner av låtar som "Rivers of Babylon", "Mary's Boy Child", "Jamaica Farewell" och "Island in the Sun".
I dag består Schytts av Andreas Eriksson (bas), Tommie Pettersson (keyboard), Mattias Eriksson (trummor), Linus Pettersson (gitarr) och gitarristen och sångaren Peter Danielson, som varit med i bandet tidigare.

## Medlemmar

### Saxofon
- Tommy Hansson - 1962 – 1976
- Stefan Nilsson - 1976 – 1988
- Bo Dahllöf - 1962 – 2002

### Gitarr
- Bengt Zackaroff - 1962 – 1963
- Kent Ahlm - 1964 - 2005
- Peter Brodin - 2005 - 2006
- Christer Mellåker - 2007 - 2011
- Linus Pettersson- 2011-

### Bas
- Kjell Björk - 1962 – 1970
- Roger Andersson (numera Deising) - 1970-1980
- Bo-Erik Linnell - 1980 – 2008
- Andreas Eriksson - 2008 -

### Trummor
- Sture Lundqvist - 1962–1962
- Yngve Schytt - 1962–1988
- Bert Lundkvist - 1988–2002
- Tony Johansson (även sång) - 2003-2006
- Mikael Wängkvist - 2007 - 2008
- Mattias Eriksson - 2008 -

### Piano, dragspel
- Roland Hedin (tidigare Johansson) - 1962-1985
- Hans Lundström - 1986-1987
- Tomas Edström - 1989–2004
- Conny Haglund - 2004- 2006
- Per Leden - 2007 - 2008
- Johan Silfverhjelm - 2008 - 2010
- Tommie Pettersson 2010-

### Sång, gitarr
- Christer Oxenryd - 1968–1993
- Peter Danielson - 1993-2003, 2007 -
- Yeni Karlsson - 2003-2005
- Tony Johansson (även trummor) 2003-2006

## Diskografi

### Album
- Hålligång 1 - 1973
- Hålligång 2 - 1974
- Hålligång 3 - 1974
- Hålligång 4 - 1975
- Hålligång 5 - 1975
- Hålligång 6 - 1976
- Änglalåtar - 1976
- Hålligång 7 - Disco Lady - 1977
- VM-skivan - 1978
- Hålligång 8 - Rock'n'roll - 1979
- Nya änglalåtar - 1979
- Vi ska ha fest - 1980
- Greatest Hits - 1980
- Bullfest - 1984
- Hålligång 11 - samling vid pumpen - 1985
- Hålligång 12 - Tid för lite äventyr - 1987
- Jubileumsdans samlingsplatta - 1989
- Danshålligång 14 - Mitt hjärtas hamn - 1990
- Hålligång 15 - De' e' la' gôtt - 1991
- Musikparaden - 1992
- Aj, aj, aj - 1993
- 16 - 1995
- Hålligång 20 bästa - 1997
- En ängel i mitt hus - 1998
- Ett fenomen - 1998
- Guldkorn - 2001
- Nya Änglahits - 2002 (med Bhonus)

### Singlar
- Ingen har älskat så - 1999
- Kom tätt intill, dansa nära - 2000
- Solregn - 2001
- I ett nattåg söderut - 2001
- Det finns tid - 2002
- Ta mig ända hem - 2003
- En dag, en natt med dig - 2005
- Ta med dig allting när du går - 2006
- Linda sa - 2007
- På G igen - 2008

## Melodier på Svensktoppen
- Aj, aj, aj (1973)
- En annan stad, en annan vän (1974)
- Tala om vart du ska resa (1974)
- Hasta La Vista (1974)
- Hasta Manana (1974)
- Na Na Na (1974)
- En spännande dag för Josefine (1974)
- Emma (1975)
- Låt oss träffas på stranden (1975)
- Om och om och om och om igen (1975)
- Don Carlo dansar (1976)
- Disco Lady (1977)
- Tingelingeling (1977)
- Ge mig mera (1978)
- Vi gör så gott vi kan (1978)
- Kommer du ihåg Babylon (1978)
- Du är som en sommardag (1979)
- Jamaica farväl (1979)
- Sol, öar, vind och hav (1980)
- Copenhagen (1981)
- Oh la la, fyra dar i Paris (1988)
- Dé é lá gôtt (1993)
- Allt finns kvar hos dig (1996)
- En ängel i mitt hus (1997)
- Natten tänder sina ljus (1998)
- Ingen har älskat så (2000)
- Ett fenomen (2000)
- Kom tätt intill, dansa nära (2001)
- Ett nattåg söderut (2002)
- Det finns tid (2002)

### Fotnoter
1. ↑  ”Schytts”. Arkiverad från originalet den 14 februari 2015. https://web.archive.org/web/20150214151415/http://www.svenskadansband.se/img213.search.htm. Läst 14 februari 2015.